# 第三次近衛內閣
第三次近衛內閣（日语：／*/?）是日本貴族院議員、火曜會、大政翼贊會總裁近衛文麿就任第39任內閣總理大臣（首相）後，自1941年7月18日至1941年10月18日組成的內閣。

## 背景
1941年6月22日，德国发动苏德战争，并在战争初期取得巨大胜利。德军的军事胜利，使日本国内南进舆论占据上风。7月2日，日本御前会议通过《目前形势下国策提纲》，决心“不惜与英美一战”。为配合“南进”方针的落实，近卫文麿加强日美谈判。但在谈判过程中，外相松冈洋右一味激化同美国的矛盾，导致美国决定全面中止对日本石油出口，冻结日本在美资产。为使松冈洋右下台，近卫决定内阁全体辞职。
1941年7月18日，近卫文麿组成第三届近卫内阁，继续同美国谈判。同时，日本继续加紧进行战争准备。9月3日，日本大本营联络会议通过的《帝国国策遂行纲要》决定，如果到10月上旬外交谈判仍不能取得成果，则立即与美英荷开战。到了10月，日美谈判仍然陷于僵局。陆相东条英机主张停止谈判，立即开战。近卫认为立即同美英开战的条件尚不成熟，胜利的把握不大。东条英机向近卫提出：如果不按御前会议的开战决定执行国策，那么参与这项决定的近卫内阁就应该引咎辞职。由于东条的态度十分强硬，近卫内阁被迫于10月16日宣布内阁总辞职。

## 閣僚
以下列出第三次近卫内阁阁僚名单：
| 職稱         | 姓名 | 姓名       | 所屬                        | 任期                          | 備註             |
| ------------ | ---- | ---------- | --------------------------- | ----------------------------- | ---------------- |
| 內閣總理大臣 |      | 近衞文麿   | 貴族院 火曜會               | 1941年7月18日－1941年10月18日 |                  |
| 外務大臣     |      | 豐田貞次郎 | 預備役海軍大將              | 1941年7月18日－1941年10月18日 |                  |
| 內務大臣     |      | 田邊治通   | 貴族院 無所屬俱樂部         | 1941年7月18日－1941年10月18日 |                  |
| 大藏大臣     |      | 小倉正恒   | 貴族院 昭和研究會           | 1941年7月18日－1941年10月18日 |                  |
| 陸軍大臣     |      | 東條英機   | 軍人 陸軍中將               | 1941年7月18日－1941年10月18日 |                  |
| 海軍大臣     |      | 及川古志郎 | 軍人 海軍大將               | 1941年7月18日－1941年10月18日 |                  |
| 司法大臣     |      | 近衛文麿   | 貴族院 火曜會               | 1941年7月18日－1941年7月25日  | 內閣總理大臣兼任 |
| 司法大臣     |      | 岩村通世   | 官僚 司法省                 | 1941年7月25日－1941年10月18日 |                  |
| 文部大臣     |      | 橋田邦彥   | 例子                        | 1941年7月18日－1941年10月18日 |                  |
| 農林大臣     |      | 井野碩哉   | 官僚 農林省                 | 1941年7月18日－1941年10月18日 |                  |
| 商工大臣     |      | 左近司政三 | 預備役海軍中將 貴族院同和会 | 1941年7月18日－1941年10月18日 |                  |
| 遞信大臣     |      | 村田省藏   | 貴族院 同和大藏省           | 1941年7月18日－1941年10月18日 |                  |
| 鐵道大臣     |      | 村田省藏   | 貴族院 同和大藏省           | 1941年7月18日－1941年10月18日 | 遞信大臣兼任     |
| 拓務大臣     |      | 豐田貞次郎 | 預備役海軍大將              | 1941年7月18日－1941年10月18日 | 外務大臣兼任     |
| 厚生大臣     |      | 小泉親彥   | 預備役陸軍軍醫中將          | 1941年7月18日－1941年10月18日 |                  |
| 國務大臣     |      | 平沼騏一郎 | 官僚 司法省                 | 1941年7月18日－1941年10月18日 |                  |
| 國務大臣     |      | 鈴木貞一   | 預備役陸軍中將              | 1941年7月18日－1941年10月18日 |                  |
| 國務大臣     |      | 柳川平助   | 預備役陸軍中將              | 1941年7月18日－1941年10月18日 |                  |
| 企劃院總裁   |      | 鈴木貞一   | 預備役陸軍中將              | 1941年7月18日－1941年10月18日 |                  |
| 内閣書記官長 |      | 富田健治   | 官僚 內務省                 | 1941年7月18日－1941年10月18日 |                  |
| 法制局長官   |      | 村瀨直養   | 貴族院 昭和研究會           | 1941年7月18日－1941年10月18日 |                  |